# Réflexions faites
Réflexions faites (titre original en allemand : Nachdenken über Musik) est un recueil d'essais du pianiste Alfred Brendel paru en allemand en 1977, et en français en 1982. En 2011 une édition révisée est parue chez le même éditeur.

## Contenu
En 18 essais, Alfred Brendel explore les œuvres de quatre compositeurs et ses souvenirs et réflexions sur un pianiste qui a été son maître, Edwin Fischer. Les deux compositeurs les plus représentés sont Beethoven et Liszt. Les autres sont Schubert et Busoni. Pour conclure l'ouvrage, Brendel ajoute des réflexions sur le piano en tant qu'instrument et la transcription d'un entretien avec le journaliste anglo-américain Jeremy Siepmann.
Les essais sur Beethoven ainsi que celui sur Schubert sont illustrés de brefs exemples musicaux tirés des œuvres.
Les essais, parus originellement en 1977, ont été rédigés entre 1954 et 1976.
Beethoven
- « À propos de l'enregistrement intégral des œuvres pour piano de Beethoven », 1966
- « Werktreue – la fidélité aux œuvres (complément) », 1976
- « Forme et psychologie dans les sonates pour piano de Beethoven », 1970
- « Le procédé du raccourci dans le premier mouvement de la sonate op. 2 no 1 de Beethoven »
- « Le nouveau style »

Schubert
- « Les sonates pour piano de Schubert (1822–1828) », 1974

Liszt
- « Liszt, cet incompris », 1961
- « Liszt et le cirque pianistique », 1976
- « Les Rhapsodies hongroises de Liszt », 1968
- « Liszt au piano », 1976
- « Où le piano devient orchestre (les transcriptions et paraphrases de Liszt », 1976
- « Faut-il prendre Liszt tout à fait au pied de la lettre ? », 1976

Busoni
- « La perfection du jeu pianistique – pour le 30e anniversaire de la mort de Ferruccio Busoni, 1954 »
- « Arlecchino et Doktor Faust – pour le 100e anniversaire de la naissance de Ferruccio Busoni, 1966 »
- « Autres réflexions sur Busoni », 1976

Fischer
- « Souvenirs d'Edwin Fischer », 1960
- « Autres réflexions sur Edwin Fischer », 1976

Piano
- « Aux prises avec les pianos », 1974

Entretien
- « Jeremy Siepmann : entretien avec Alfred Brendel », 1972